# Populous : À l'aube de la création
Pour les articles homonymes, voir Populous (homonymie).
Populous : À l'aube de la création (titre original : Populous: The Beginning) est un jeu vidéo de type simulation divine (god game) et stratégie en temps réel. Il fut développé par Bullfrog Productions et publié par Electronic Arts le 15 septembre 1998 en Europe, puis le 30 novembre 1998 en Amérique du Nord. Le jeu a également été porté sur PlayStation en 1999 et est disponible sur le PlayStation Network depuis 2007. C'est le troisième épisode de la série Populous, faisant suite à Populous et Populous 2: Trials of the Olympian Gods, publiés respectivement en 1989 et 1991. Contrairement aux précédents titres de la série, dans lesquels le joueur incarne un dieu influençant ses adeptes, ce troisième opus met le joueur dans la peau d’une chamane contrôlant directement sa tribu. Au cours des vingt-cinq missions de la campagne solo du jeu, le joueur mène sa tribu à la conquête d’un système solaire où il affronte d’autres tribus pour le contrôle de la magie devant lui permettre de devenir un dieu.
À l'aube de la création est le premier jeu de la série à proposer des graphismes en trois dimensions, Bullfrog ayant attendu quatre ans après la sortie de Populous 2 afin de disposer d’une technologie suffisamment performante pour pouvoir réaliser un jeu vraiment différent. Cela leur permet d’ajouter notamment la possibilité de déformer le terrain et de rendre les villageois plus autonomes, ce qui d’après eux ajoute une nouvelle dimension à la série. Initialement baptisé Populous: The Third Coming, le jeu est finalement renommé peu de temps avant le lancement de sa bêta.
Le système de jeu de Populous 3 est très différent de celui des premiers épisodes de la série et, à sa sortie, il n’est pas très bien accueilli par la presse spécialisée. En effet, si ses graphismes sont jugés excellents, de nombreuses critiques pointent les indécisions de son concept – entre god game et STR – ainsi que les faiblesses de son intelligence artificielle.

## Trame

### Univers
Populous : À l'aube de la création prend place dans un système planétaire fictif composé de vingt-cinq planètes, le joueur n’ayant aucune indication sur l’époque à laquelle se déroulent les événements. Si la plupart des planètes sont recouvertes de prairies et d’arbres, certaines comportent des environnements très différents avec par exemple une planète volcanique et une planète presque entièrement recouverte d'océans. Ces mondes sont habités par quatre tribus humaines, chacune étant représentée par une couleur : le vert pour les Matak, le jaune pour les Chumara, le rouge pour Dakini et le bleu pour la tribu contrôlée par le joueur. Chaque tribu est commandée par une chamane et est généralement en guerre avec les autres tribus. Outre celles-ci, les différents mondes sont habités par des sauvages qui ne peuvent ni attaquer ni être attaqués, mais peuvent être convertis par une chamane et rejoindre sa tribu.

### Scénario
La campagne du jeu se déroule avant les événements racontés dans les deux premiers opus de la série. Le joueur contrôle la tribu bleue et affronte les trois autres tribus qui contrôlent la majeure partie du système planétaire. L’objectif du joueur est de devenir un dieu et il doit pour cela vaincre chacune des autres tribus. Le joueur débute la campagne sur la planète la plus éloignée du soleil et doit s’en rapprocher en attaquant les planètes une par une. Dans sa quête, la chamane peut apprendre de nouvelles capacités et de nouveaux sorts pouvant l’aider dans ses combats. Pour terminer une mission, le joueur doit généralement détruire toute opposition, certaines missions pouvant nécessiter de remplir un objectif spécial. Après avoir battu les autres tribus, la chamane contrôlée par le joueur accède à la divinité avant d’amener son peuple à la victoire dans un conflit final.

## Système de jeu
Populous : À l'aube de la création mélange des éléments de jeu de simulation divine et de jeu de stratégie en temps réel. Le joueur observe un monde en 3D grâce à une vue à la troisième personne, l’angle de vue et le zoom de la caméra pouvant être changés à tout moment. Si la topologie du terrain forme un tore, la carte est projetée localement sur une sphère afin de donner au joueur l’impression d’être sur une planète.
Contrairement aux précédents titres de la série, dans lesquels le joueur incarnait un dieu influençant ses adeptes, ce troisième opus met le joueur dans la peau d’une chamane qui contrôle directement sa tribu en leur ordonnant par exemple de construire un bâtiment ou d’attaquer un ennemi. La gestion de ressources est peu présente dans le jeu, de nouvelles unités étant créées automatiquement et l’entraînement des troupes ne coûtant que du mana. Seul le bois est nécessaire pour construire des bâtiments. Le joueur est amené à contrôler différents types d’adeptes, chacun ayant ses avantages et ses inconvénients. L’unité de base, le brave, peut construire des huttes, des tours et des bâtiments militaires. Il peut également subir un entraînement afin d’être transformé en guerrier, en pyroguerrier, en prêcheur ou en espion. Les guerriers sont de puissants combattants au corps à corps, alors que les pyroguerriers lancent des boules de feu à distance. Les prêcheurs peuvent convertir les troupes ennemies, ou contrer les prêcheurs ennemis qui tentent de convertir les troupes du joueur. Enfin, l’espion peut se déguiser en ennemi afin de s'infiltrer dans leurs camps et mettre en feu leurs huttes. Les chamanes sont moins fortes physiquement que les guerriers, mais elles peuvent lancer de puissants sorts et sont réincarnées lorsqu’elles sont tuées. Certains sorts disparaissent après utilisation, d’autres se rechargent plus ou moins rapidement en fonction du nombre d’adeptes de la chamane. Certains sorts permettent par exemple de soulever le fond de la mer afin de créer un pan de terre émergée, de lâcher un essaim d’insectes qui empêche les ennemis de combattre ou de déclencher une tornade détruisant les bâtiments. Trente-six sorts sont disponibles dans le jeu, le joueur les débloquant en progressant durant la campagne.
Un mode de jeu multijoueur est également disponible, par connexion modem (limitée à deux joueurs), IPX, ou via un service de matchmaking externe. À l'aube de la création permet d'opposer jusqu'à quatre joueurs, chacun contrôlant l'une des quatre tribus du jeu.

## Développement
À l'aube de la création est le premier jeu de la série proposant des graphismes entièrement en trois dimensions. Il est également le premier Populous n’ayant pas été créé par Peter Molyneux, ce dernier ayant quitté Bullfrog Productions pour créer Lionhead Studios. Le jeu est publié plus de quatre ans après la sortie de Populous 2, les développeurs justifiant ce délai en expliquant avoir attendu de disposer d’une technologie suffisamment performante pour pouvoir réaliser un jeu vraiment différent. Des contraintes techniques ont néanmoins obligé les développeurs à abandonner certaines fonctionnalités, comme le sort « peste » pourtant présent dans les deux premiers Populous.
Bien que Populous soit l’un des jeux fondateurs du type god game, les concepteurs souhaitent s’éloigner du concept des deux premiers opus de la série, tout en se différenciant des jeux de stratégie en temps réel comme Command and Conquer. Contrairement aux précédents titres de la série, dans lesquels le joueur incarne un dieu influençant ses adeptes, ce troisième opus permet ainsi au joueur de contrôler directement sa tribu en leur donnant des ordres. D’un autre côté, l’ajout d’un système permettant de modifier le terrain et de villageois autonomes donne – d’après Alan Wright, le chef de projet du jeu – une nouvelle dimension au jeu, lui permettant de se distinguer des autres jeux de stratégie en temps réel de l’époque,.
Le jeu est initialement baptisé Populous: The Third Coming, mais son titre a déjà changé lorsqu’une version bêta jouable est présentée fin 1998.

## Versions
La version PC de Populous: À l'aube de la création est publiée par Electronic Arts le 15 septembre 1998 en Europe, puis le 30 novembre 1998 en Amérique du Nord. La version PlayStation du jeu est d’abord publiée le 31 mars 1999 en Amérique du Nord avant d’être publiée la même année en Europe et au Japon. Le jeu a bénéficié d’une extension, baptisée Undiscovered Worlds, qui est publié par Bullfrog Productions en 1999 uniquement aux États-Unis et au Royaume-Uni. Cette dernière inclut douze missions solos inédites faisant suite à celles de la campagne du jeu original et dans lesquels le joueur incarne une nouvelle chamane devant ramener la paix dans le système solaire. Outre ces missions solos, l’extension inclut également douze nouveaux niveaux multijoueurs,.

## Accueil
| Populous: À l'aube de la création |      |        |
| Média                             | Pays | Notes  |
| Cyber Stratège                    | FR   | 4/5    |
| Game Revolution                   | US   | B+     |
| GameSpot                          | US   | 75 %   |
| Gen4                              | FR   | 4/5    |
| IGN                               | US   | 86 %   |
| Jeuxvideo.com                     | FR   | 18/20  |
| Joystick                          | FR   | 80 %   |
| Compilations de notes             |      |        |
| GameRankings                      | US   | 79.7 % |